# 검은발숲쥐
검은발숲쥐(Neotoma fuscipes)는 비단털쥐과에 속하는 설치류의 일종이다. "팩랫(packrats)" 또는 "트레이드랫(trade rats)"으로도 흔히 불리며, 높이가 60~240cm에 이르는 커다란 돔 형태의 굴을 만든다. 미국과 멕시코에서 발견된다.